# Mai Nakamura (Synchronschwimmerin)
Mai Nakamura (jap. 中村 麻衣, Nakamura Mai; * 13. Januar 1989 in Kōbe) ist eine ehemalige japanische Synchronschwimmerin.

## Erfolge
Mai Nakamura sicherte sich ihre ersten internationalen Medaillen mit Silber in der Kombinations- und der Mannschaftskonkurrenz der Asienspiele 2010 in Guangzhou. 2012 gab sie in London ihr Debüt bei Olympischen Spielen. Sowohl im technischen als auch im freien Programm erzielten die Japanerinnen in der Mannschaftskonkurrenz das fünftbeste Resultat und kamen auf 189,630 Gesamtpunkte. Olympiasieger wurden die Russinnen vor China und Spanien. Neben Nakamura gehörten Yumi Adachi, Aika Hakoyama, Yukiko Inui, Mayo Itoyama, Chisa Kobayashi, Mariko Sakai, Kurumi Yoshida und Risako Mitsui zum japanischen Aufgebot. Bei den Asienspielen 2014 in Incheon gewann Nakamura wie schon 2010 sowohl mit der Mannschaft als auch in der Kombination die Silbermedaille hinter der chinesischen Équipe.
Bei den Weltmeisterschaften 2015 in Kasan sicherte sich Nakamura gleich drei Medaillen. In den Mannschaftswettbewerben des freien und des technischen Programms kam es ebenso wie in der Kombination zur selben Podestzusammensetzung: Die russische Mannschaft siegte vor China und den Japanerinnen um Mai Nakamura. Bei den Olympischen Spielen 2016 in Rio de Janeiro startete Nakamura erneut im Mannschaftswettbewerb. In diesem erzielten die Japanerinnen 189,2056 Punkte, womit sie hinter Russland mit 196,1439 Punkten und China mit 192,9841 Punkten Dritte wurden. Neben Nakamura erhielten Aika Hakoyama, Yukiko Inui, Kei Marumo, Kanami Nakamaki, Risako Mitsui, Kano Omata, Kurumi Yoshida und Aiko Hayashi Bronze. Ihre letzten internationalen Wettkämpfe bestritt Nakamura bei den Weltmeisterschaften 2017 in Budapest. Im technischen Programm des Mannschaftswettbewerbs und in der Kombination gewann sie jeweils eine weitere Bronzemedaille.